# Іващенко Олександр Володимирович
Олекса́ндр Володи́мирович Іва́щенко (нар. 19 лютого 1985) — український футболіст, нападник. В минулому — гравець молодіжної збірної України. Нині - головний тренер команди Авангард-2 (Краматорськ), що виступає у другій лізі українського чемпіонату.

## Клубна кар'єра
Вихованець футбольної школи київського «Динамо». На професійному рівні у динамівських командах провів лише 2 гри у 2002 році у складі третьої команди клубу, яка змагалася у другій лізі українського чемпіонату. 
2005 року уклав контракт з київською командою «Оболонь». Грав в "основі"  у матчах Першої ліги, а також за другу команду клубу у Другій лізі. В кінці сезону 2004/05 зіграв у двох матчах у Вищій лізі. Цікаво, що усі офіційні документи говорять про те, що Іващенко дебютував у вищому дивізіоні 5 березня 2006 року матчем проти запорізького «Металурга» (поразка 1:2) в складі криворізького «Кривбаса», до лав якого Сашко перейшов на початку 2006 року. Насправді це трапилось 28 травня 2005 року на 70 хвилині матчу, в якому "Оболонь" грала проти "Борисфена", який відбувся в рамках 28 туру. Ця колізія - наслідок того, що у стартовому протоколі у графі "ім`я" замість "Олександр" було вписано "Валерій". В даному випадку ця помилка виявилася досить серйозною, тому що в "Оболоні" у той же час грав рідний брат Олександра Іващенка - Валерій. Через ту ж саму помилку в реєстрі "зіграні матчі в Вищій лізі" у Олександра немає також більш ніж 29 хвилин поєдинку, в якому "Оболонь" грала з донецьким "Металургом". Відзначимо, що це протистояння відбулося 16 червня на столичному стадіоні ім. В.Баннікова.
Взимку 2006 року перейшов до лав криворізького «Кривбаса»: Олександр Косевич, головний тренер клубу з Вищого дивізіону, звернув увагу на футболіста, який за першу половину сезону у Першій лізі зумів забити шість голів у 17 матчах. Треба сказати, що Іващенко не розгубився і за 2,5 сезона провів 37 ігор на найвищому національному рівні, забивши при цьому п`ять голів. Ці показники могли бути кращими, однак у Олега Тарана, який почав тренувати “Кривбас” с лютого 2007 року, були свої, специфічні думки навколо ролі Іващенка у команді. Як наслідок — Олександр сезон 2008/09 провів граючи на правах оренди за межами Кривого Рогу. Спочатку це був “Іллічівець”, а потім - “Арсенал” з Києва. Влітку 2009 став гравцем вже знайомої “Оболоні”, яка стала учасником змагань в українській Прем'єр-лізі.
Але у Києві Іващенко відіграв лише сезон: Юрій Максимов, який був тренером “Оболоні” до 31 грудня 2009 року, а з 1 січня очолив “Кривбас”, влітку 2010 запросив Олександра до своєї команди. Перший же сезон став для Іващенка найяскравішим у його кар`єрі: за 26 матчів нападник сім разів вражав ворота суперників. Цей показник став кращим у “Кривбасі” у тому сезоні. 
Надалі справи Сашка у “Кривбасі” були не надто гарні. Спочатку дала про себе знати важка травма, яку Іващенко отримав наприкінці 2011 року, а потім, після багатомісячної реабілітації у “Кривбасі” з`явився новий тренер, який зробив ставку на орендованих гравців з “Дніпра”. Після того, як “Кривбас” був оголошений банкрутом, влітку 2013 перейшов до “нової-старої”  “Оболоні-Бровар”. Відігравши за цей клуб півсезону, в лютому 2014 року перейшов до лав першолігової «Олександрії»: Володимир Шаран звернув увагу на те, що Іващенко попри усі негаразди, не розгубив голеадорські якості (в “Оболоні-Бровар” Іващенко в 15 матчах забив 8 голів). У другій частині сезону 2013/14 Олександр забив 4 гола у 9 матчах. Наступного сезону Іващенко став чемпіоном Першої ліги в складі “Олександрії”. Із цим клубом Іващенко повинен був грати й у Прем`єр-лизі, однак на передсезонному зборі отримав невеличке пошкодження, яке треба було залікувати протягом усього одного місяця. Проте, Шаран чекати не став, і новий контракт із Іващенко не підписано не було.
В серпні 2015 року, Олександр Іващенко підписав контракт на півроку із амбітною “Десною” за яку відіграв 9 матчів. У березні 2016 року підписав контракт з «Оболонню-Бровар» до кінця сезону 2015/16.
Після завершення дії контракту, підтримував спортивну форму за індивідуальним графіком, сподіваючись знайти собі новий професійний клуб у зимне трансферне вікно. У лютому 2017 року став гравцем краматорського "Авангарду" - команди, яка й зараз грає у Першій лізі України. Свій вибір Олександр пояснив тим, що цей колектив тренує Олександр Косевич, якого він знає по спільній роботі у "Кривбасі". Влітку 2018 року остаточно вирішив, що цей рік буде останнім в його професійній кар'єрі. В останнє у статусі професійного футболіста вийшов на поле 20 жовтня: 17 хвилин було відіграно в матчі "Авангард" - "Балкани", який пройшов у Краматорську. Наприкінці січня 2019 року Олександр Іващенко офіційно увійшов у тренерський штаб "Авангарду".        

## Виступи за збірні
У січні 2005 року викликався на тренувальні збори молодіжної збірної України, під час яких узяв участь у двох офіційних товариських матчах.